# Тобијас Халанд Јоханесен
Тобијас Халанд Јоханесен (норв. Tobias Halland Johannessen; 23. август 1999) норвешки је професионални бициклиста који тренутно вози за UCI про тур тим — Уно—Х мобилити. Почетком каријере се такмичио у брдском бициклизму и у циклокросу, гдје је три пута освојио првенство Норвешке, прије него што је одлучио да се посвети друмском бициклизму. Освојио је једном Тур де л’Авенир, док је једном Тур де Франс завршио на шестом мјесту, а неколико других трка је завршио у првих десет.
Његов брат близанац Андерс Халанд Јоханесен је такође бициклиста и такмичио се у истим дисциплинама.

## Јуниорска каријера
Бицикл је почео да вози са братом као превозно средство до школе. Током јуниорске каријере углавном се такмичио у циклокросу и брдском бициклизму, а 2016. је освојио бронзану медаљу на Свјетском првенству за јуниоре у дисциплини крос кантри. Три пута је освојио првенство Норвешке у циклокросу, а током 2020. доживио је повреду кољена због које је пропустио већи дио сезоне. Одлучио је да се посвети друмском бициклизму и 2021. је потписао уговор са развојним тимом Уно Х.
У јуну 2021. возио је Ђиро чиклистико д’Италија трку, познату као Бејби Ђиро или Ђиро д’Италија за возаче до 23 године. На другој етапи, Хуан Ајусо је напао на успону Галистерна, на спусту су га достигли Алесандро Вере и Хенок Мулубран, али је побиједио у спринту и преузео лидерску мајицу. На петој етапи бјегунци су достигнути на последњем успону, гдје су се одвојили Бен Хили, Бен Тарнер, Том Глог, Харисон Вуд, Хенри Ванденабеле, Халанд Јоханесен и Ајусо. Хили је напао након достизања бјегунаца, али су га пратили Ванденабеле, Јоханесен и Ајусо, након чега је Ајусо напао и остварио соло побједу, минут испред Јоханесена и Хилија и поново је преузео лидерску мајицу, коју је био изгубио на четвртој етапи. На седмој етапи, Јоханесен, Ванденабеле, Глог, Хесус Пења и Ајусо су се одвојили из главне групе, након чега су достигли бјегунце на последњем успону. Ајусо је изашао на чело групе и возио је на темпо, због чега су отпали сви осим Пење, а након што је напао, отпао је и Пења. Ајусо је наставио да вози на темпо до циља и остварио је трећу етапну побједу, 52 секунде испред Пење и повећао је предност у генералном пласману на скоро три минута испред Јоханесена, који је завршио на петом мјесту. На последњој брдској, деветој етапи, Глог и Ајусо су пали у првом дијелу етапе, на калдрмисаном путу, али су се вратили у главну групу прије последњих успона. На првом прелазу преко успона Невегал, тим Тринити рејсинг је радио на челу групе и у главној групи је остало око 20 возача. Након што су достигли бјегунце, у последњих шест километара су нападали Глог, Асбјерн Хелемосе и Андерс Харалд Јоханесен, али нису могли да се одвоје. У финишу, Андерс Воизар је напао и остварио побједу, док су Ајусо и Тобијас Харалд Јоханесен завршили двије секунде иза, а Ајусо је побиједио у спринту за друго мјесто. Последња, десета етапа, била је равна и није било промјена у генералном пласману, завршио је на другом мјесту, два минута и 55 секунди Ајуса. У јулу је изабран у норвешки тим за друмску трку на Олимпијским играма 2020. коју је завршио скоро 20 минута иза Ричарда Карапаза, међу четворицом возача који су завршили последњи. У августу је возио Тур де л’Авенир, који се сматра као Тур де Франс за возаче до 23 године. Остварио је двије побједе заредом на седмој и осмој етапи и стекао је предност од два минута и 18 секунди испред Карлоса Родригеза пред последњу етапу. На деветој етапи, Родригез је напао на 70 km, константно повећавајући предност. Касније су напали Џорџ Стајнхаузер и Филипо Цана, који су се такође одвојили од Јоханесена, који је завршио етапу на четвртом мјесту, два минута и 11 секунди иза Родригеза и освојио је трку седам секунди испред Родригеза.

## Професионална каријера
Професионалну каријеру почео је 2022. године, када је прикључен у сениорски тим Уно Х. Сезону је почео у фебруару, на трци Етоил де Бесеж, гдје је на четвртој етапи напао на последњем успону заједно са још тројицом возача и остварио је побједу у спринту испред Џеја Вајна и Антонија Тиберија. Хронометар на последњој, петој етапи, завршио је на 15 мјесту, 34 секунде иза Филипа Гане и завршио је на трећем мјесту у генералном пласману, 32 секунде иза Бенџамина Томаса, уз освојену класификацију за најбољег младог возача. Вуелта а Каталуњу је завршио на седмом мјесту у генералном пласману, минут и 13 секунди иза Серхиа Игите, након чега је у мају је возио Тур оф Норвеј, гдје је прву етапу завршио на другом мјесту, изгубивши у спринту од Ремка Евенепула, након што су се одвојили на последњем успону. Другу етапу је завршио на трећем мјесту у спринту, иза Итана Хејтера и Мајка Теунисена и преузео је лидерску мајицу захваљујући секундама бонификације. Трећу етапу завршио је на четвртом мјесту, минут и 20 секунди иза Евенепула који је остварио соло побједу и пао је на четврто мјесто у генералном пласману. На петој етапи се у финишу одвојила група од осам возача, а у спринту је завршио на другом мјесту, иза Евенепула; на последњој, шестој етапи, није било промјена и завршио је трку на четвртом мјесту у генералном пласману, минут и по иза Евенепула, уз освојену класификацију по поенима. У јуну је возио Критеријум ди Дофине, који је завршио на десетом мјесту у генералном пласману, скоро четири минута иза Приможа Роглича и освојио је класификацију за најбољег младог возача, минут испред Брендона Макналтија.
Сезону 2023. почео је на трци Волта ао Алгарве, коју је напустио прије почетка треће етапе због физичких проблема, због чега је пропустио Париз—Ницу. Крајем марта је возио Вуелта а Каталуњу, гдје није био конкурентан у борби за генерални пласман и завршио је на 86 мјесту. У јуну је возио Критеријум ди Дофине, гдје је пету етапу завршио на трећем мјесту, изгубивши у спринту од Жилијена Алафилипа, у групи која је на циљ дошла 31 секунду иза Јонаса Вингегора. Завршио је на 15 мјесту у генералном пласману, осам минута иза Вингегора. У јулу је возио Тур де Франс, што је била прва гранд тур трка коју је возио. На шестој етапи је отишао у бијег, гдје је провео 133 km, прије него што су га достигли Тадеј Погачар и Вингегор; није могао да их прати, али је завршио на трећем мјесту, минут и 22 секунде иза Погачара. У бијег је отишао поново на етапи 12, када је оформљен тек на 85 km до циља, а отишла је група од 15 возача, у којој су били и Тибо Пино, Метју ван дер Пул и Матео Јоргенсен. Јон Изагире је напао на 2,4 km до врха последњег успона, који је био на 30 km до циља; нико није могао да га прати и остварио је побједу скоро минут испред Матјуа Биргодоа и Јоргенсена, док је Јоханесен завршио на петом мјесту, минут и десет секунди иза. На етапи 17 у финишу је вожен брдски циљ екстра категорије Кол де ла Лоз, укупне дужине од 28,1 km, са највећим нагибом од 24%, након чега је у последњих 5 km до циља вожен спуст и благи успон на самом крају. Отишао је у бијег заједно са великом групом возача, међу којима су били и возачи из врха генералног пласмана. На 7,5 km до врха, Погачар је отпао из главне групе, Вингегор је напао и постепено достизао возаче који су били у бијегу, укључујући и Јоханесена; на етапи је побиједио Феликс Гал, док је Јоханесен завршио на шестом мјесту, два и по минута иза, а 40 секунди иза Вингегора. Тур је завршио на 30 мјесту у генералном пласману и на шестом мјесту у класификацији за најбољег младог возача. У августу је завршио Арктик рејс оф Норвеј на четвртом мјесту у генералном пласману, девет секунди иза Стивена Вилијамса, након чега је Тур оф Бритејн завршио на другом мјесту у генералном пласману, три секунде иза Ваута ван Арта. Крајем септембра је возио Тур оф Луксембург, гдје је остварио побједу на последњој етапи, завршивши осам секунди испред групе, што је била његова прва побједа у сезони.